# Hölebo tingslag
Hölebo tingslag var ett tingslag i Södermanlands län och i Nyköpings domsaga. Tingsplats var till 1911 rådhuset i Trosa. 
Tingslaget bildades 1680 och uppgick 1 september 1914 i Jönåkers, Rönö och Hölebo tingslag.

## Ingående områden
Tingslaget omfattade Hölebo härad.